# Ambassade des Émirats arabes unis en Guinée
L'Ambassade des Émirats arabes unis en Guinée est la mission diplomatique officielle des Émirats arabes unis en république de Guinée, située à Conakry.

## Liste des ambassadeurs
| N° | Nom et prénoms                   | Titre de fonction             | Debut | Fin      |
| -- | -------------------------------- | ----------------------------- | ----- | -------- |
| 01 | Abdulrahim Obaid Saeed Al Falahi | chargé d'affaires par intérim |       |          |
| 02 | Issa Ahmad Hamad                 | chargé d'affaires             |       | En cours |